# Saw u
Le  Saw ua  (thaï : ซอ อู้ prononcé [sɔ ʔûː], aussi orthographié aussi Vu OU, est un instrument à cordes d'origine Thaï qui possède un ton plus bas que le Saw duang et c'est le son le plus grave de la famille des scies.

## Historique
Des preuves fiables attestent que le Saw ua est dérivé d'un instrument chinois à deux cordes appelé le "hu- hu". Quoi qu'il en soit, le Saw ua reste similaire au krachappi (thaï : กระจับปี่), un ancien instrument thaïlandais utilisé dans la musique classique du centre de la Thaïlande qui existait durant la période d'Ayutthaya (XIVe-XVIIIe siècle).
À la fin XIXe siècle), le Saw Ua s'est rajouté à l’ensemble "pi-phat-mai nuam" (thaï : ปี่พาทย์"], qui utilise des bâtons matelassés, et à celui du "pi phat derk" qui est une forme particulière de théâtre. Dans le passé, Saw ua  était généralement joué dans un ensemble de pi phat, avec d’autres instruments d’accompagnement. Les Thaïlandais appellent «Saw Ua» en raison du son caractéristique qu'il émet

## Structure
La caisse de résonance est fabriquée à partir de la coquille d'une noix de coco recouverte avec une peau de vache. La Saw ua  est maintenu verticalement et possède deux cordes de soie qui sont jouées avec un archet. L'arc est entre les cordes et le joueur incline l'arc pour jouer chaque corde. L'arc est fait de poils de queue de cheval, comme tout autre arc, et il est nécessaire de faire appliquer de la colophane de la même manière qu'un instrument à cordes occidental. Le Saw ua  est un instrument très fragile et se joue traditionnellement sur les genoux assis. 
Le Saw ua  peut être joué en soliste dans certaines circonstances; il est alors utilisé alors principalement pour diriger l' orchestre en raison de son ton particulièrement riche, sombre et moelleux. Le Saw ua  est utilisé, au mieux dans les mélodies lentes et modérées, sa tonalité est en effet, la plus appropriée pour accompagner les chants langoureux, plutôt que pour exprimer les airs rythmés. Le Saw ua  est semblable au tro cambodgien et a été développé par les Chinois pour devenir le yehu.